# Boxholmsmodellen

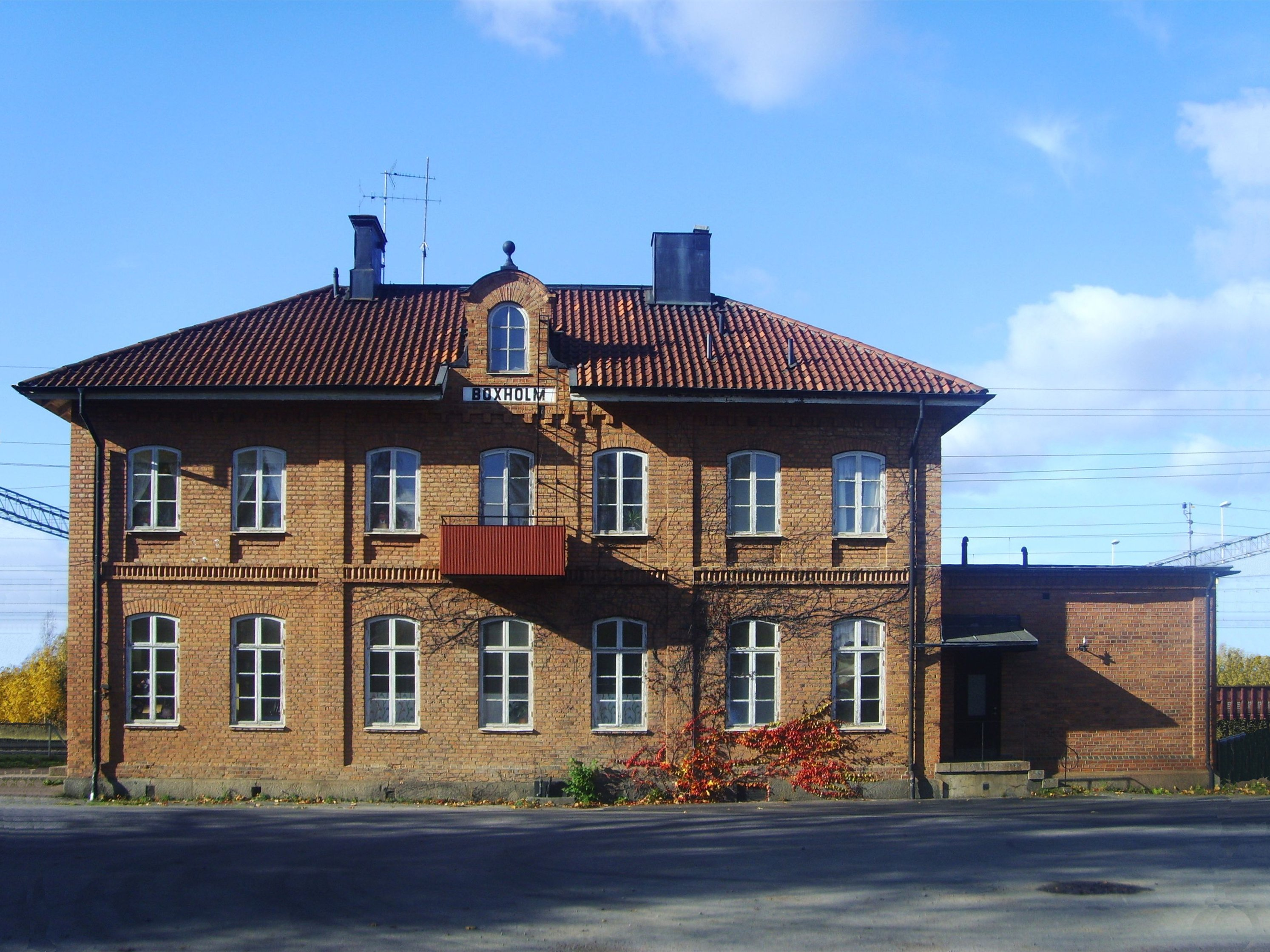
Boxholms station

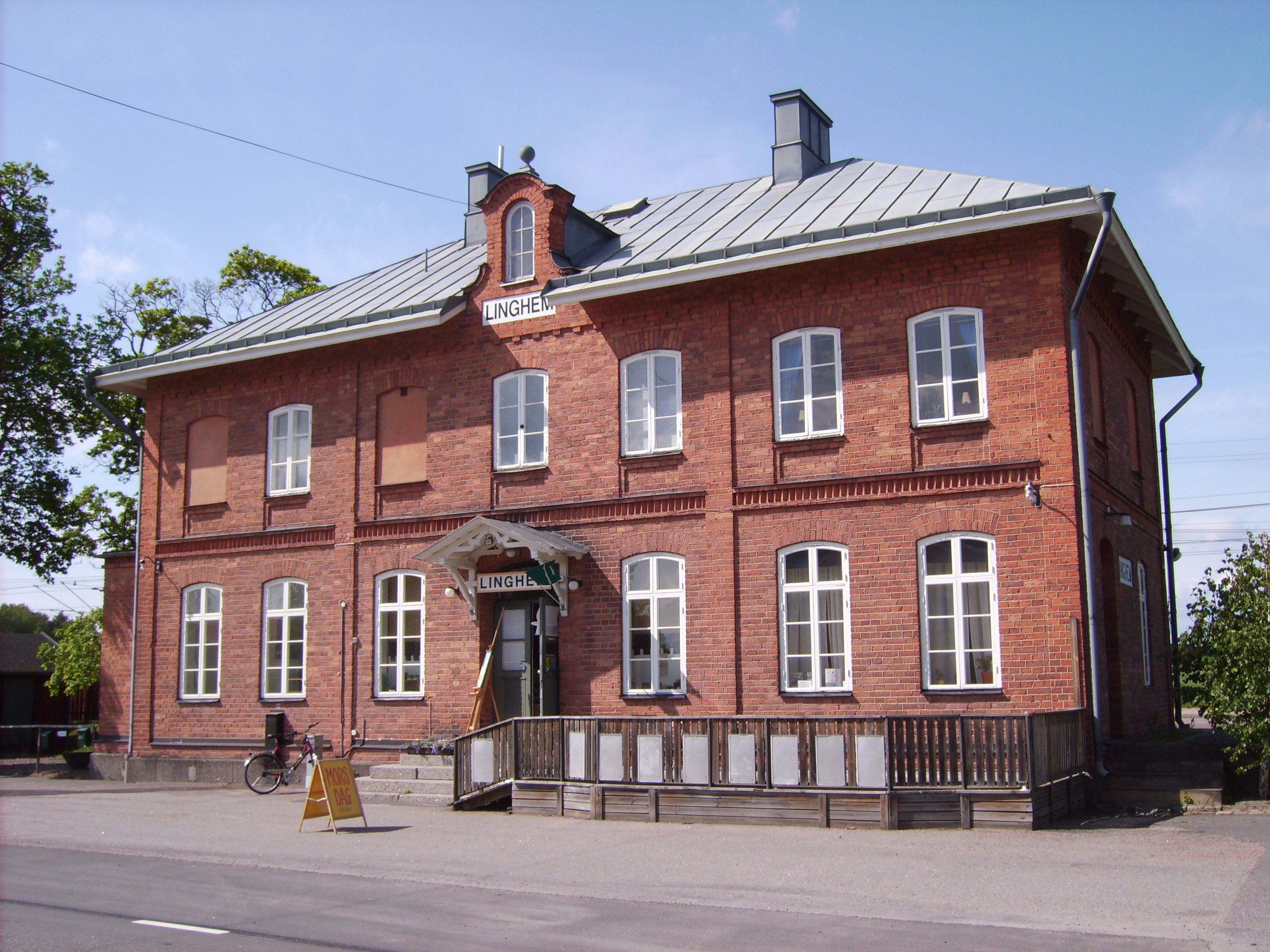
Linghems station

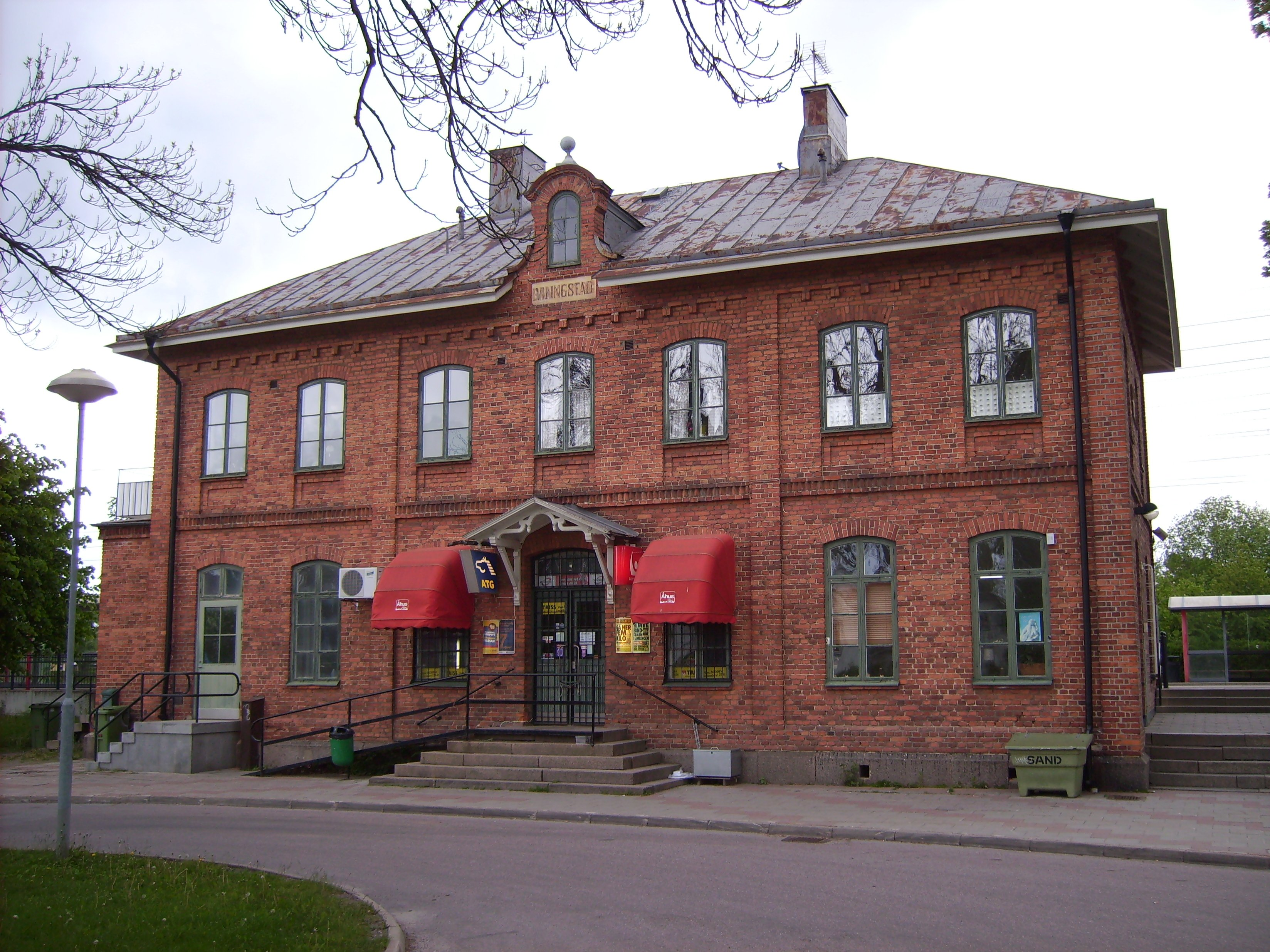
Vikingstads station

Boxholmsmodellen (alternativt Linghemsmodellen) är en typ av järnvägsstationshus ritat av chefsarkitekten vid Statens Järnvägars arkitektkontor Adolf W. Edelsvärd. Modellen var ganska vanlig vid Södra stambanan; förutom i Boxholm fanns den i Tranås, Sommen, Mantorp, Vikingstad, Linghem och Norsholm, alla stationer byggda under 1870-talet. Alla dessa orter har inte kvar den ursprungliga stationsbyggnaden; Norsholms station revs 1924, Tranås station 1932, Sommens station revs på 1940-talet,  Mantorps station 1993.
Huset är ett rektangulärt tvåvåningshus i tegel med valmat tak. Mot järnvägen har den ett utskjutande skärmtak. Övervåningens fönster är något lägre än bottenvåningens men är i övrigt lika. Mellan de övre fönstren och taket finns tegelgesimser, en frontespis på vindsvåningen samt blinderingar under några av fönstren. Den övre våningen fungerade som bostad för stationsföreståndaren medan bottenvåningen användes till väntsal för tredje klass-passagerare, en väntsal för första- och andraklasspassagerare, biljettexpedition, utrymme för resgods samt några mindre personalutrymmen.
Den så kallade Hällnäsmodellen är en variant av Boxholmsmodellen men de främsta skillnaderna är att Hällnäsmodellen är byggt i timmer och har sadeltak istället för valmat tak.

### Fotnoter
1. ↑  Bengtsson (2007), s. 122, 153, 180, 182
2. 1 2  Linde (1989), s. 49
3. ↑  Bengtsson (2007), s. 146